# Blackburn Roc
Die Blackburn B-25 Roc war ein einmotoriges Jagdflugzeug der britischen Marineflieger aus der Anfangszeit des Zweiten Weltkriegs. Erstflug war am 23. Dezember 1938, Indienststellung im Februar 1940; insgesamt wurden 166 Exemplare gebaut.

## Geschichte und Konstruktion
Die Blackburn Roc wurde parallel zur Blackburn Skua entwickelt und war recht konventionell als zweisitziger Tiefdecker mit einziehbarem Fahrwerk aufgebaut. Das herausragende Merkmal war der elektrisch betätigte Vierlings-MG-Drehturm hinter dem Piloten als einzige Bewaffnung. Diese Anordnung entsprach einer recht kurzlebigen Mode im britischen Jagdflugzeugbau Ende der 1930er-Jahre: der Jäger sollte neben dem zu bekämpfenden Bomber fliegen und diesen von der Seite abschießen. 300 km/h Spitzengeschwindigkeit waren dafür selbst in den 1930er-Jahren viel zu wenig (der andere Vertreter dieses Konzepts war die Boulton Paul Defiant). Boulton Paul war die Firma, die den Vierlingsturm entworfen hatte; alle Rocs wurden auch bei Boulton Paul gebaut. Erfolgreich war keiner der beiden Jäger – der wuchtige Turm kostete zu viel Flugleistung und war wenig effektiv. Die Roc war nur kurz in der vorgesehenen Rolle im Einsatz und wurde schnell zum Schulungs- und Schleppflugzeug „degradiert“. Von einem Flugzeugträger aus ist, soweit bekannt, keine Roc jemals gestartet, alle Flugzeuge wurden von Landflugplätzen aus eingesetzt.
Vier Roc wurden mit Schwimmern ausgestattet; im August 1943 wurden die beiden letzten Flugzeuge außer Dienst gestellt.

## Militärische Nutzung
Vereinigtes Königreich
- Fleet Air Arm
- Royal Air Force

## Technische Daten

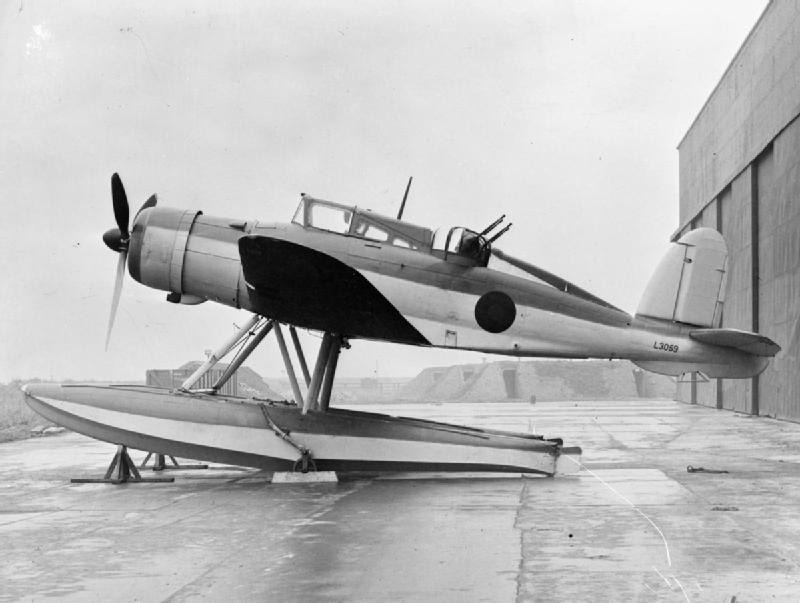
Roc Mk.I mit Schwimmwerk

| Kenngröße             | Daten                                                             |
| --------------------- | ----------------------------------------------------------------- |
| Besatzung             | 2                                                                 |
| Länge                 | 10,85 m                                                           |
| Spannweite            | 14,02 m                                                           |
| Höhe                  | 3,68 m                                                            |
| Flügelfläche          | 28,80 m²                                                          |
| Flügelstreckung       | 6,8                                                               |
| Leermasse             | 2778 kg                                                           |
| max. Startmasse       | 3606 kg                                                           |
| Antrieb               | 1 × 9-Zylinder-Sternmotor Bristol Perseus XII mit 918 PS (675 kW) |
| Höchstgeschwindigkeit | 359 km/h in 3050 m Höhe                                           |
| Dienstgipfelhöhe      | 5485 m Höhe                                                       |
| Bewaffnung            | 4 × 7,7-mm-MG                                                     |